# Murphy Taele
Pour le joueur samoan de rugby à XV, voir Pelu Taele-Pavihi.
Pas d'image ? Cliquez ici

a Compétitions nationales et continentales officielles uniquement.

Dernière mise à jour le 6 juillet 2018.
Murphy Taele, né le 20 février 1976, est un joueur néo-zélandais d'origine samoane de rugby à XV qui a évolué au poste de centre au sein de l'effectif du Stade montois (1,86 m pour 98 kg).

## Biographie
En septembre 2003, il joue avec les Barbarians français à l'occasion d'un match opposant le XV de France, rebaptisé pour l'occasion XV du Président (afin de contourner le règlement qui interdit tout match international à moins d'un mois de la Coupe du monde), et les Barbarians français, composés essentiellement des joueurs tricolores non retenus dans ce XV présidentiel et mis à disposition des Baa-Baas par Bernard Laporte. Ce match se déroule au Parc des sports et de l'amitié à Narbonne et voit le XV du président s'imposer 83 à 12 face aux Baa-Baas.

## Carrière
- Saint-Cyprien (rugby à XIII)
- 2001-2003 : US Tours (Fédérale 1)
- 2003-2008 : Montpellier RC
- 2008-2010 : Stade montois